# Мыс (Костромская область)
Мыс — деревня в Буйском районе Костромской области. Входит в состав Центрального сельского поселения.

## География
Находится в западной части Костромской области на расстоянии приблизительно 16 км на юго-восток по прямой от районного центра города Буй к югу от реки Тебза.

## История
В 1907 году здесь было учтено 33 двора.

## Население
Постоянное население составляло 142 человека (1897 год), 179 (1907), 8 в 2002 году (русские 100 %), 5 в 2022.